# Pim Verbeek
Peter Tim Dirk "Pim" Verbeek, född 12 mars 1956 i Rotterdam, död 28 november 2019 i Amsterdam, var en nederländsk fotbollsspelare och tränare.
Pim Verbeek var tränare för det nederländska antillernas landslaget 2004, sydkoreanska landslaget 2006–2007, australiska landslaget 2007–2010 och omanska landslaget 2016–2019.